# 大衛·雷斯
大衛·雷斯·莫雷拉·馬林諾（葡萄牙語：David Luiz Moreira Marinho，1987年4月22日—）通稱大衛·雷斯或大卫·鲁伊兹（葡萄牙語：David Luiz），是一名巴西職業足球員，司職中堅。現效力於塞浦路斯甲組足球聯賽俱樂部帕福斯。
2014年6月13日，雷斯以5000万英镑的身价从車路士转会至巴黎聖日耳門，创下后卫转会费记录，成为當時身价最高的后卫。2016年8月31日，大衛雷斯再次重返車路士。

## 球會生涯

### 維多利亞
大卫·路易斯九歲時候從出生地聖保羅州北上到巴伊亞州的維多利亞體育會開始接受足球訓練。
初到埗球會時他被定位為一位防守中場去栽培，不過他在這個位置上的表現欠佳，甚至一度有被維多利亞掃地出門之虞。然而當教練團試著把雷斯的位置後移為中堅時，卻發現他適應得很好，整體實力有如脫胎換骨。終於雷斯的日常努力在2005年換來了上陣的機會，他在一場對聖十字的巴西杯比賽裡完成自己的處子戰而且演出良好。隨著維多利亞在丙級聯賽成功升班，大衛·雷斯在當季被選為最佳球員，藉此吸引到歐洲球會的青睞，在2007年1月的時候被租借到賓菲加。

### 賓菲加
2007年1月31日大衛·雷斯以借將身份加盟葡超傳統三大豪門之一賓菲加，作為列卡度·洛查轉投熱刺後的替補球員，很快他就得到為賓菲加初次披甲的機遇。在球隊於歐洲足協盃作客巴黎聖日耳門的王子公園球場的比賽，大衛·雷斯代替受傷的雷沙奧，與安達臣合作鎮守中路後防。雷斯在這場激烈比賽中表現勤奮，雖然賓菲加以1-2落敗，但兩回計合仍以總比分4-3壓過對方而晉級下一圈賽事。2007年3月12日是大衛·雷斯在葡超聯賽的處子戰，對手為利亞拿體育會。到了季尾的時候賓菲加會方認可大衛·雷斯的實力，因此決定正式完成收購，雙方簽訂了五年的長約。
2006/07賽季雷斯在8月5日率先以入球回報會方的信任，在對士砵亭的季前熱身賽上建功，似乎露出良好狀態的先兆。然而他在接下來的大部分時間飽受傷患困擾，整季僅取得八次上陣機會，而球隊的整體演出亦大失所望，只是以第四名完成聯賽。
2008/09賽季，大衛·雷斯在1月11日對布拉加時攻入整場比賽唯一入球，為球隊奠定勝局，另外這也是他在賓菲加的第一個正式入球。經過教練的一番改造以後，大衛·雷斯於這季屢屢被安排在後防線的左路出現，並開始逐漸取代前葡萄牙國腳若热·里贝罗的左翼衛位置。
2009/10球季大衛·雷斯不管是作為中堅或是左邊衛，均已經是賓菲加陣中的必然主力了。他在整季上陣了49場正式比賽（4,206分鐘出場時間，入三球），帶領球隊贏得失落了五年之久的聯賽錦標；葡萄牙聯賽盃上，雷斯在比賽第8分鐘的入球協助球隊以4-1擊倒宿敵士砵亭，而賓菲加最終亦奪標而回，成為國內的雙料冠軍。另外歐洲賽方面，賓菲加也殺進歐霸盃的半準決賽階段，可惜在大衛·雷斯擔任左閘的情況下未能於第二回合作客晏菲路球場抵擋住利物浦的反擊而大敗1-4，連帶總比數也被對手後來居上以5-3淘汰掉。在這以後，賓菲加在2009年9月30日決定把雷斯的25%預期轉會收入（future transfer fee）的權益轉售予一間第三方投資公司賓菲加之星基金，同時該基金亦取得其他隊員20%至50%不等的轉會權益。其時大衛·雷斯的身價被估值為1,800萬歐元，即預算將有450萬歐元會轉入該個基金。2009年10月，雷斯與會方重訂薪酬和合約內容，他的強制轉會費用下限被會方設定為5,000萬歐元。
2010/11上半季，大衛·雷斯於各項賽事出場28次，包括6度在初次涉足的歐洲最高水準賽事歐聯上登場。

### 車路士
2011年1月31日大衛·雷斯加盟英超球會車路士，簽約五年半，轉會總值2,500萬歐元（約2,130萬鎊），交易條款還包括車路士的將於季後轉到賓菲加。雷斯的英超首秀剛好碰上重要戲碼，2011年2月6日他在對利物浦比賽的第73分鐘入替上場，但無力改寫球隊0-1敗陣的結果。2月14日大衛·雷斯在作客0-0悶和富咸的聯賽中第一次為車路士正選出場，他賽後獲得全場最佳球員（Barclays Man of the Match）嘉獎，不過他在比賽第93分鐘時在己方禁區內犯下天條而令球隊險因失掉12碼而敗陣，幸而門將佩特·切赫成功撲救對方前鋒奇連·丹普西的施射方能夠力保和局至完場。於3月1日主場對陣曼聯的比賽上，大衛·雷斯取得加盟車路士後的首個入球。3月20日，車路士主場對曼城，大衛·雷斯78分鐘於禁區內接應前鋒杜奧巴罰球，頭槌破網，助車路士2:0主場獲勝，全取3分。這亦是其2010-2011賽季第二個入球，也是最後一個。
2010/2011下半季，大衛·雷斯於英超上陣12場，取得2個入球。
2012年歐洲冠軍聯賽決賽頂替停賽的泰利擔任后防中堅，带伤出战120分鐘並於點球決勝射入第二球，為車路士奪得第一個歐冠冠軍。
2012年9月，大衛·雷斯與車路士簽下新約5年。
2012/2013下半季，大衛·雷斯於英超及歐霸攻入不少精彩進球，包括在作客富咸的賽事中在四十碼左右遠射破門和歐霸盃四強首回合對陣巴素利的絕殺罰球，協助車路士進入歐霸盃決賽。決賽中大衛·雷斯擔任防中，最終戰勝舊球會賓菲加，獲得歐霸盃冠軍。

### 巴黎聖日耳門
2014年5月24日，車路士官方確認大衛雷斯來個賽季將會轉會到法國球會巴黎聖日耳門。

### 重返車路士
2016年8月31日，車路士官方宣佈大衛雷斯再次重返車路士效力，雙方簽約三年，轉會費為3400萬鎊。

### 阿森纳
大衛·路易斯以800萬英鎊由車路士轉會，身穿23號球衣。
2020年10月22日，大衛·路易斯在歐洲聯賽分組賽對陣維也納迅速的比賽中踢進一球，幫助球隊以2-1獲勝。
這是他為阿森納所有比賽中的第50次出場，以33歲183天的年齡，成為自2010年2月索尔·坎贝尔（35歲152天）在歐洲冠軍聯賽對陣波爾圖以來，槍手在歐洲主要比賽中為球隊得分年齡最高的球員。
2021年2月27日，大衛·路易斯在球隊3-1客場擊敗萊斯特城的比賽中踢進了他在2020-21賽季的首個英超進球。
2021年5月，大衛·路易斯與阿森納不再續約，2020-21賽季結束後將離開球隊。

### 佛朗明哥
2021年9月11日，大衛·路易斯與巴西足球甲級聯賽俱樂部法林明高簽訂了一份為期15個月的合約，他在歐洲踢了近15年的足球後重返巴西。

## 國家隊生涯
大衛·雷斯於2010年8月10日作客2-0擊敗美國的友誼賽首次代表巴西上陣。
2014年6月2日，大衛·雷斯入選巴西隊23人名單參加2014年世界杯足球賽。16強對智利一賽，他射入一球為巴西
領先並射入十二碼勝出比賽，8強對哥倫比亞一賽，大衛·雷斯射入制勝一球。4強對德國一賽，隊長蒂亚戈·席尔瓦因累積兩面黃牌而需停賽，最後，大衛·雷斯率領的森巴軍團以1比7慘敗給德國，賽後，大衛·雷斯哭著地道歉：「我只想令巴西人開心，但我對不住巴西的球迷，很抱歉。我只想看到巴西人笑。這是非常傷心的一日，而且給我上了一課，是人生中重要的一課。」。

## 個人生活
2020年11月22日，大衛·路易斯與伴侶布魯娜·洛雷羅的女兒Mallie出生。

## 技術特點
作為後衛的大衛路易斯在防守方面是穩定性低的神經刀，會犯低級失誤與莽急躁進，一對一防守能力也不夠穩健；路易斯的特色為有不錯的出球能力與積極前插的進攻意識，對於重視傳控打法的戰術而言路易斯是難得一見的出球後衛。

## 榮譽

### 球會
維多利亞
- 巴伊亚州聯賽冠軍：2005年

 賓菲加
- 葡萄牙足球超级联赛冠軍：2009-10賽季；
- 葡萄牙聯賽盃冠軍：2008/09、2009/10

 車路士
- 歐洲聯賽冠軍盃冠軍：2011/12
- 英格蘭足總盃冠軍：2011/12、2017/18
- 歐霸盃冠軍：2012/13、2018/19
- 英格蘭超級聯賽冠軍: 2016/17

 巴黎聖日耳曼
- 法國足球甲級聯賽冠軍：2014－2015、2015－2016賽季
- 法國盃冠軍：2014－2015、2015－2016賽季
- 法國聯賽盃冠軍：2014－15、2015－16賽季
- 法国超级杯冠軍 :  2014年、2015年

 阿仙奴
- 英格蘭足總盃冠軍：2019-20賽季[24]
- 英格蘭社區盾冠軍：2020年[25]

 佛朗明哥
- 巴西杯冠軍：2022年
- 南美解放者杯冠軍：2022年[26]
- 里约州联赛冠军：2024年

### 國家隊
巴西國家足球隊
- 國際足總洲際國家盃冠軍：2013年

### 個人
- 葡超年度最佳球員：2010年
- 賓菲加年度突破球員：2007年
- 世界盃夢之隊：2014年